# Cristina Garmendia
Cristina Garmendia Mendizábal (ur. 21 lutego 1962 w San Sebastián) – hiszpańska biolog i przedsiębiorca, w latach 2008–2011 minister nauki i innowacji.

## Życiorys
Ukończyła biologię na Universidad de Sevilla, specjalizując się w zagadnieniach dotyczących genetyki. doktoryzowała się w zakresie biologii molekularnej na Universidad Autónoma de Madrid. W 1992 została absolwentką studiów podyplomowych typu MBA w IESE Business School.
Pracowała w grupie Amasua. W latach 2000–2008 była prezesem i dyrektorem generalnym przedsiębiorstwa biotechnologicznego Genetrix. Kierowała w międzyczasie także innymi przedsiębiorstwami z tej samej branży. Była również prezesem fundacji Inbiomed, prowadzącej bank komórek macierzystych. W latach 2005–2008 stała na czele ASEBIO, zrzeszenia hiszpańskich przedsiębiorców branży biotechnologicznej. W tym samym czasie wchodziła w skład zarządu zrzeszenia organizacji przedsiębiorców CEOE.
W kwietniu 2008 dołączyła do drugiego gabinetu José Luisa Zapatero. Objęła w nim stanowisko ministra nauki i innowacji, które zajmowała do grudnia 2011. Po odejściu z administracji rządowej powróciła do sektora prywatnego, m.in. jako członkini rady dyrektorów w przedsiębiorstwie Everis i akcjonariusz Genetrix. Współtworzyła również inwestycyjną grupę tzw. aniołów biznesu.
Odznaczona Krzyżem Wielkim Orderu Karola III (2011).